# 우마강 카이 간다
《우마강 카이 간다》(필리핀어: Umagang Kay Ganda→아름다운 아침)은 ABS-CBN에서 방영중인 필리핀의 아침 정보 프로그램이다.

## 진행 앵커
- 앤서니 타배르나 (2004년 ~ 현재)
- 위니 코데로 (2004년 ~ 현재)
- 아톰 아라우요 (2004년 ~ 현재)
- 아리엘 우레타 (2004년 ~ 현재)
- 아이미 페레스 (2004년 ~ 현재)
- 조지 카리뇨 (2004년 ~ 현재)
- 니냐 코르푸스 (2004년 ~ 현재)
- 앨빈 푸라 (2004년 ~ 현재)
- 티나 마라시간 (2004년 ~ 현재)
- 그레첸 호 (2004년 ~ 현재)

## 같이 보기
- ABS-CBN